# Edward xứ Middleham, Thân vương xứ Wales
Edward xứ Middleham (tháng 12 năm 1473 hoặc 1476  – 9 tháng 4 năm 1484), là con trai và người thừa kế mặc định của Vua Richard III và vợ Anne Neville. Cậu là đứa con hợp pháp duy nhất của Richard nhưng lại qua đời lúc 10 tuổi mà chưa kịp lên ngôi thay cha mình.